# Dél-afrikai Köztársaság (1914–1915)

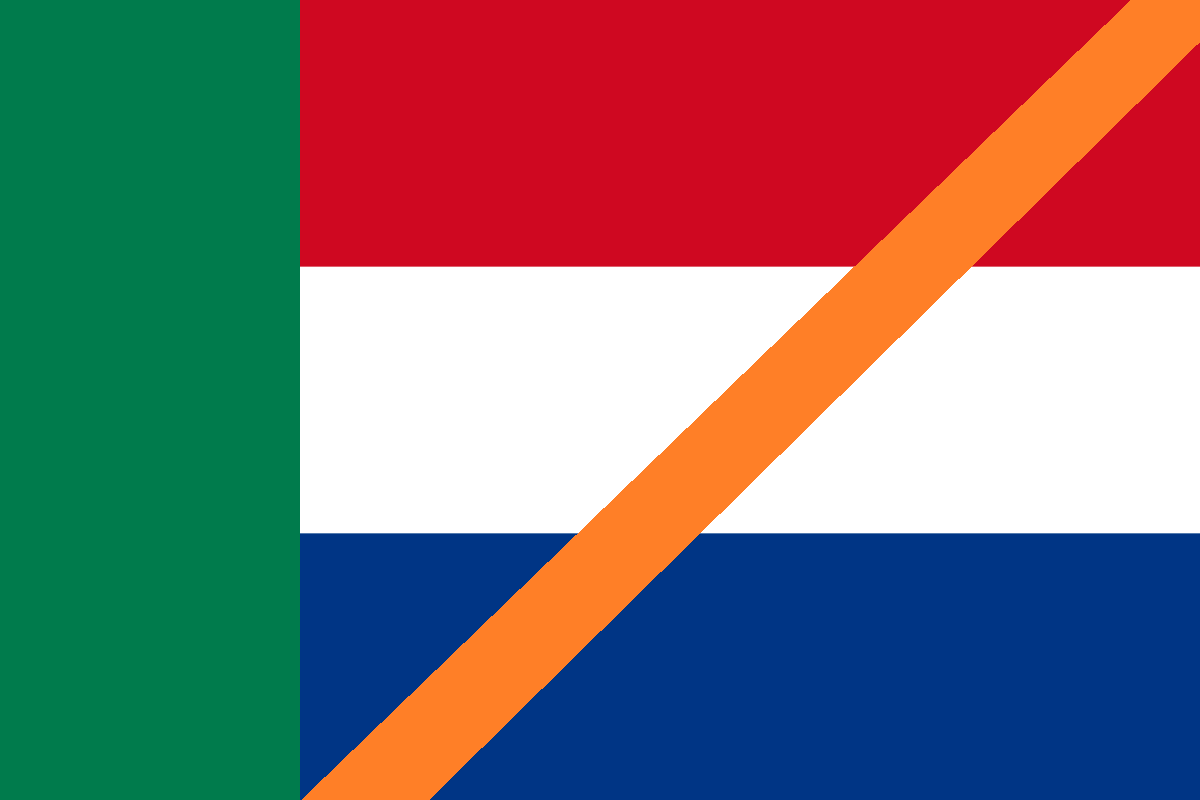
A Dél-afrikai Köztársaságtól Transvaaltól adoptált lobogója. A narancsszínű sáv Oranje-ra utal

A Dél-afrikai Köztársaságot (búr nyelven Zuid-Afrikaansche Republiek) a búr felkelés alatt kiáltotta ki Manie Maritz, amely csak 1914 októbere és 1915 februárja között állt fenn, amikor a felkelést a brit haderő és a Dél-afrikai Unió csapatai leverték. Zászlójának az egykori Transvaal Köztársaság zászlaját használta apró kiegészítéssel. A zászlót keresztülszelő narancssárga sáv Oranje zászlajából származott, utalva Transvaal és Oranje egységére.

## Története
A második búr háború elvesztése után csak néhány búr, mint Louis Botha ért el vezető szerepet a Dél-afrikai Unió irányításában, amelyekbe Transvaalt és Oranjet beolvasztották. A búrok az angol gyarmatosítással rendkívül elégedetlenek voltak és felháborította őket, hogy a brit vezetés a faji szegregációt meg akarja szüntetni (amelyet Jan Christiaan Smuts búr vezető is támogatott).
Az első világháború kitörése szervezkedést indított el a búrok, többek között Christian Beyers és Christiaan de Wet részéről. A lázadás szikráját Koos de la Rey tévedésből történt megölése pattintotta ki, amelyet a búrok többsége előre eltervezett politikai gyilkosságnak tartott. Miközben a dél-afrikai és angol csapatok Namíbiában harcoltak a németek ellen október 9-én Manie Maritz alezredes kiáltványt bocsátott ki: megtagadta a németek elleni harcot a britek oldalán, követelte a búr függetlenségét visszaállítását egy egységes búr állam formájában, továbbá a faji szegregáció érvényben maradását és a britek távozását Dél-Afrikából. Maritz felkelő csapata a Namíbiától nem messze fekvő Keimos városában rendezkedett be és kezdte el az új kormány szervezését, melyhez csatlakozott Christiaan de Wet is. Maritz és de Wet lettek az újdonsült állam vezetői.
A gyarmati haderő és az angolok egyenként verték le a búr felkelők erőit és az év végére elfogták, vagy kiszorították Dél-Afrikából a lázadókat. A harmadik búr állam ezzel megszűnt, de a következő években Louis Botha közreműködésével a búrok törvényes keretek között jelentős pozíciókba kerültek az Unió vezetésében és megerősödött az apartheid.